# 艾伦·科尔仕

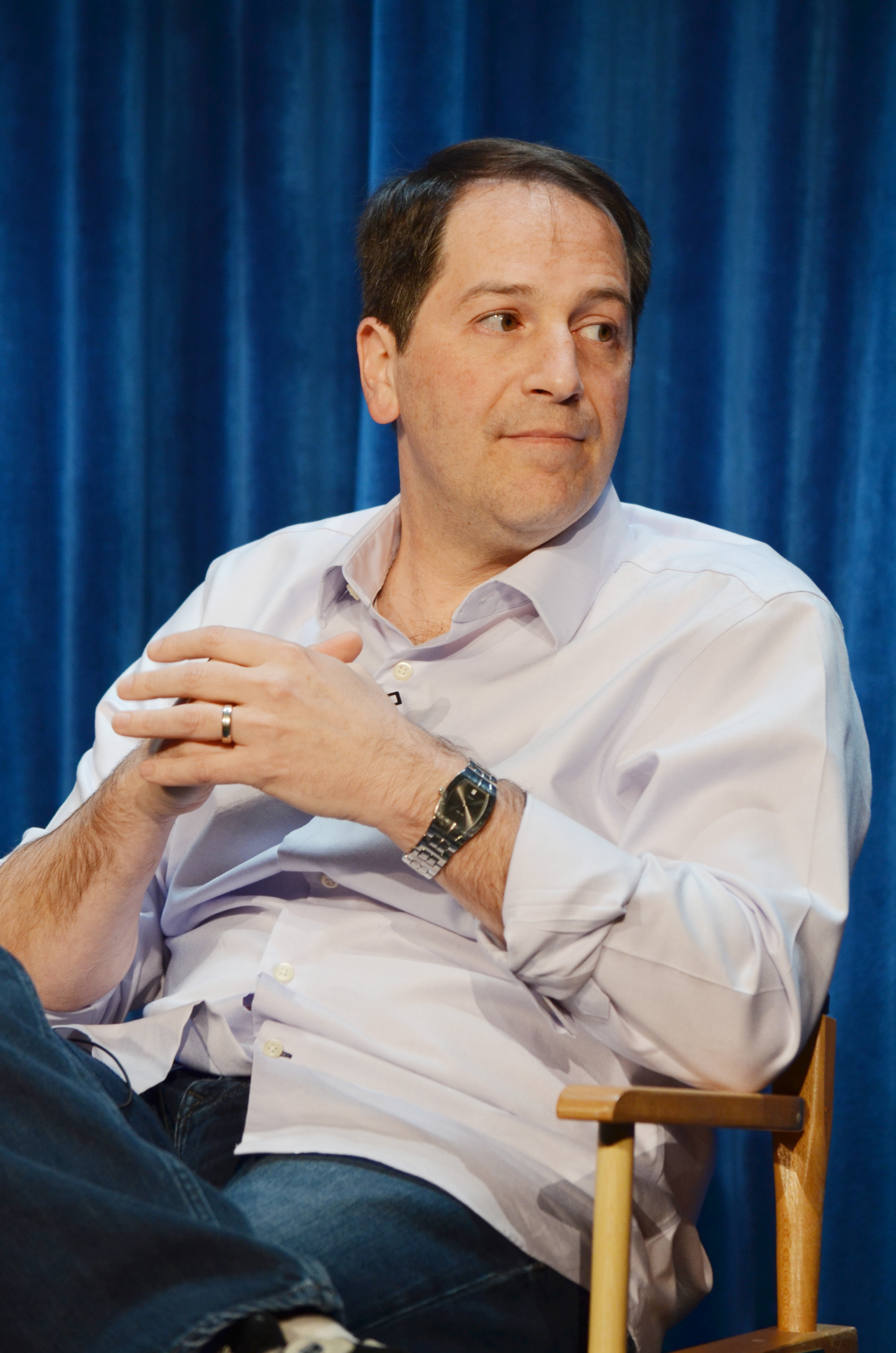
艾伦·科尔仕

艾伦·科尔仕(英文:Aaron Korsh)是一个美国电视剧制片人和作家。先前他写了Everybody Loves Raymond, Just Shoot Me!, Love, Inc., Notes from the Underbelly 以及现在USA Network正在热播的 Suits.

## 相关链接
- 艾伦·科尔仕在互联网电影资料库（IMDb）上的資料（英文）